# Stora Skedvi kyrka
Stora Skedvi kyrka är en kyrkobyggnad i Skedvi kyrkby. Den tillhör Säterbygdens församling i Västerås stift.

## Kyrkobyggnaden

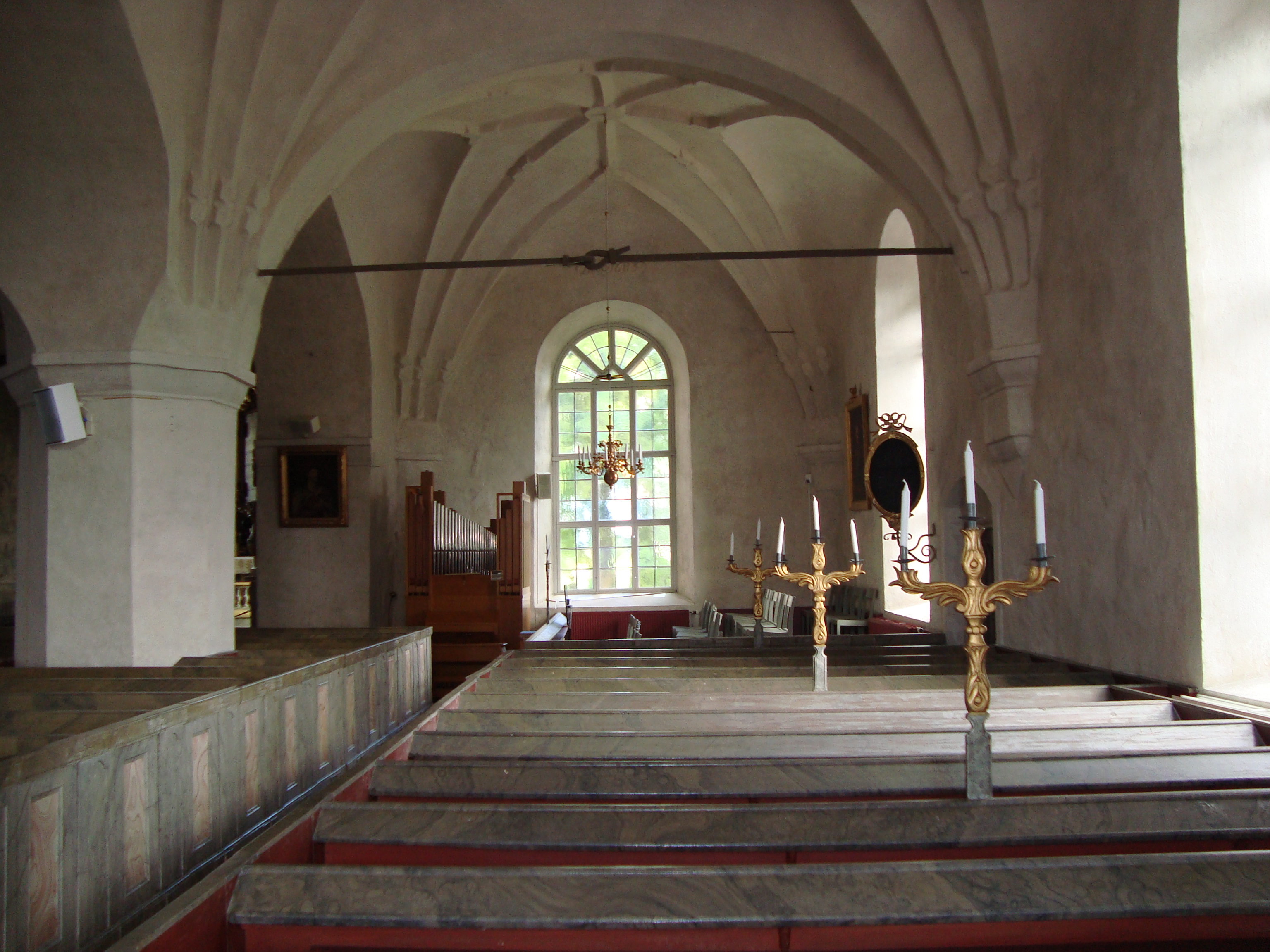
Ena sidoskeppet med kororgel och körläktare som numera är ombyggd till fikahörna.

Stora Skedvi kyrka ligger på krönet av en trädbevuxen kulle, omgiven av odlingslandskap. Kyrkan består av ett kvadratiskt, treskeppigt långhus, smalare kor med tresidig östmur, utbyggd sakristia i norr och västtorn. Ingång i väster genom tornet. Exteriören har blottade gråstensmurar. Det brutna sadeltaket är avvalmat över koret. Tornhuven kröns av en lanternin. Interiören är helt övervälvd; mittskeppet med ribbförstärkta stjärnvalv. Mitt- och sidoskepp åtskiljs av åttkantiga murpelare. Läktare i väster, med insvängt mittparti buren av marmorerade träpelare.

## Historik
Den äldsta stenkyrkan var en salkyrka av gråsten, sannolikt uppförd under 1200-talet. Kyrkan utvidgades, välvdes samt pryddes med kalkmålningar under senmedeltiden. Medeltidskyrkan utgör den befintliga långhusets mittskepp, medan sidoskeppen tillkom under 1600-talets andra hälft. Det nuvarande korpartiet daterar sig från 1735. Kyrkans befintliga planform blev fullständig 1762-1764 när tornet fogades till västgaveln. Vid en omfattande restaurering 1920-1922, under ledning av arkitekt Lars Israel Wahlman, knackade man bort exteriörens puts samt frilade valvens senmedeltida målningar. Filip Månsson tillfogade även dekorativa målningar i mittskeppets västra travé samt i korpartiet. Markus Dahlberg 1995-11-27. 1991-1992 utfördes en större interiör restaurering, med bland annat ombyggnad av bänkinredning och läktare, samt rengöring av kalkmålningar. 

## Inventarier
- Krucifix av trä, oidentifierad upphovsman från början av 1400-talets första fjärdedel.
- Dopfunt i huggen kalksten inköpt 1675.
- Altarskåp av ek, annat lövträ och furu från verkstad i mälardalen under 1400-talets andra hälft.
- Kalkmålning av oidentifierad upphovsman under 1500-talets första hälft.
- Predikstol från 1827 av Johan Görsson, som även gjort högaltaret och bänkinredningen.

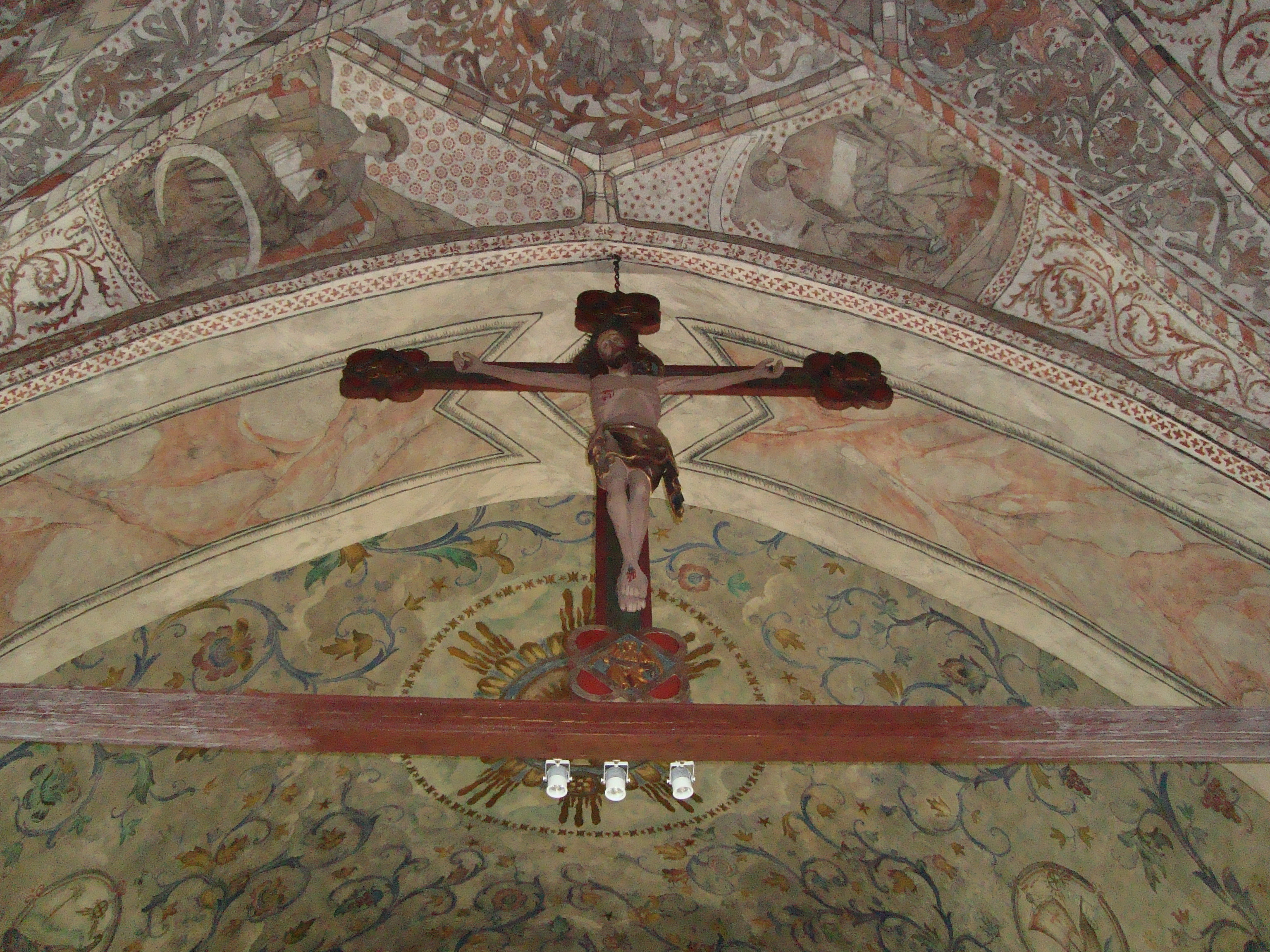
Triumfkrucifixet
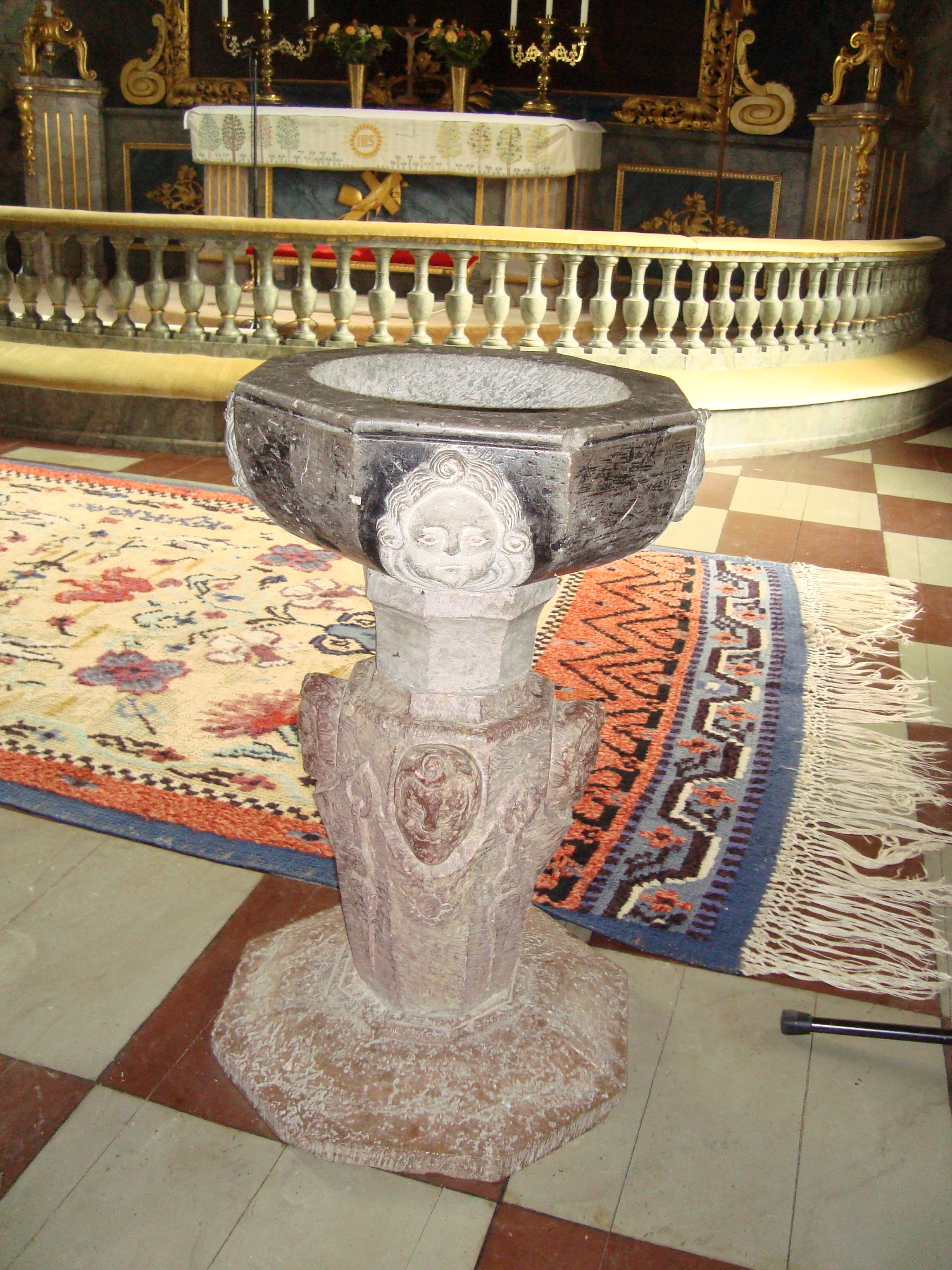
Dopfunten
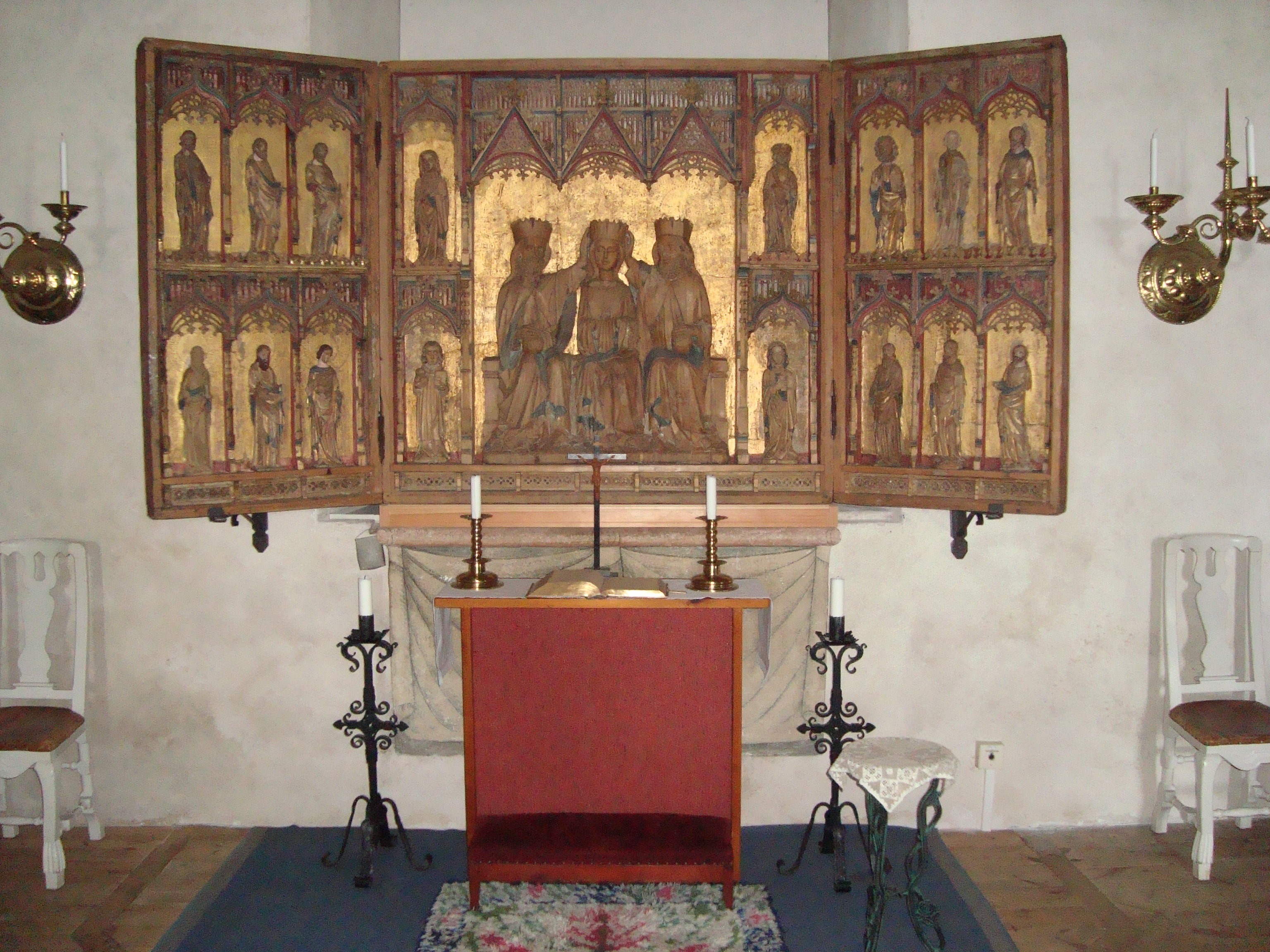
Altarskåpet
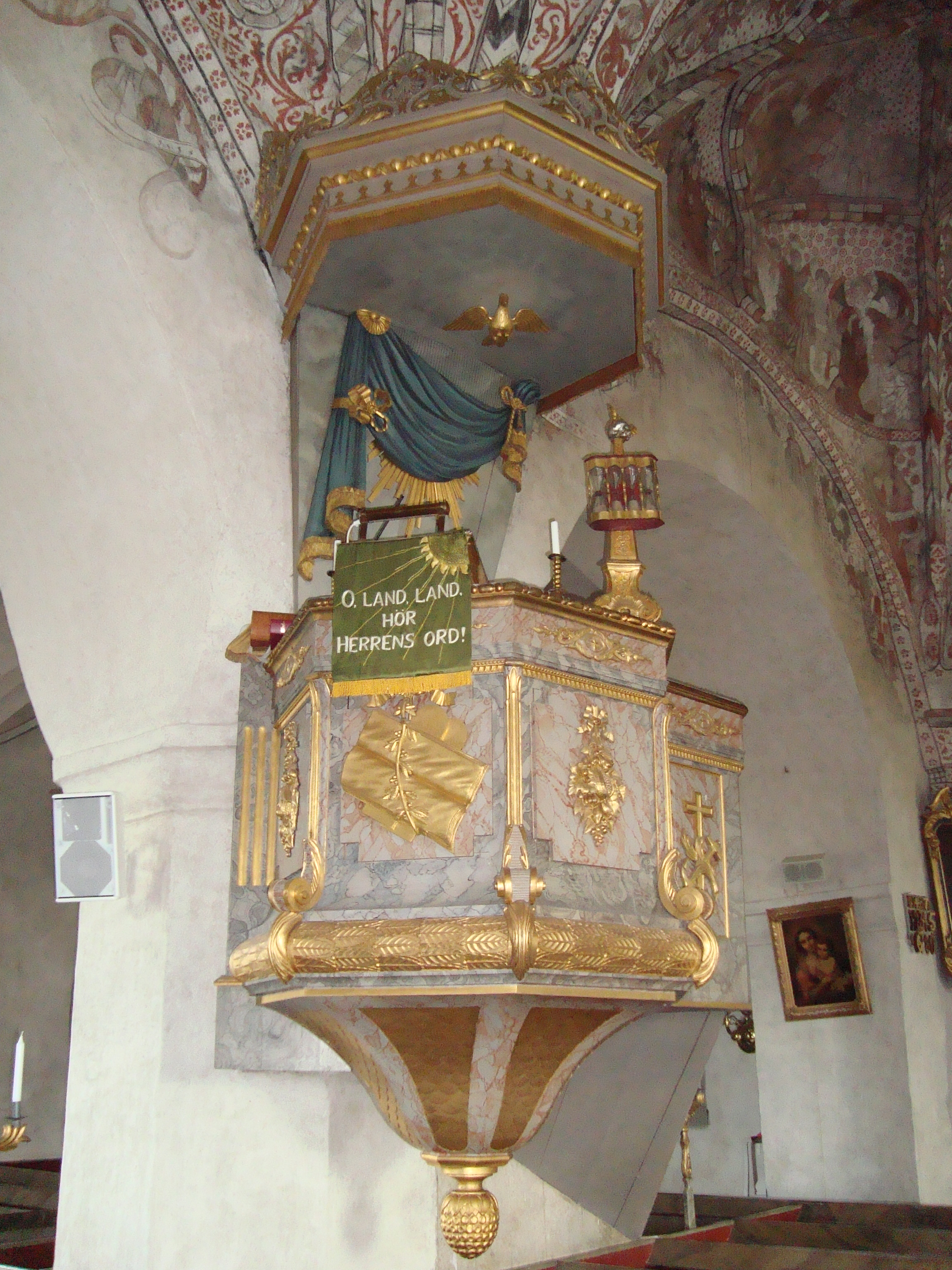
Predikstolen
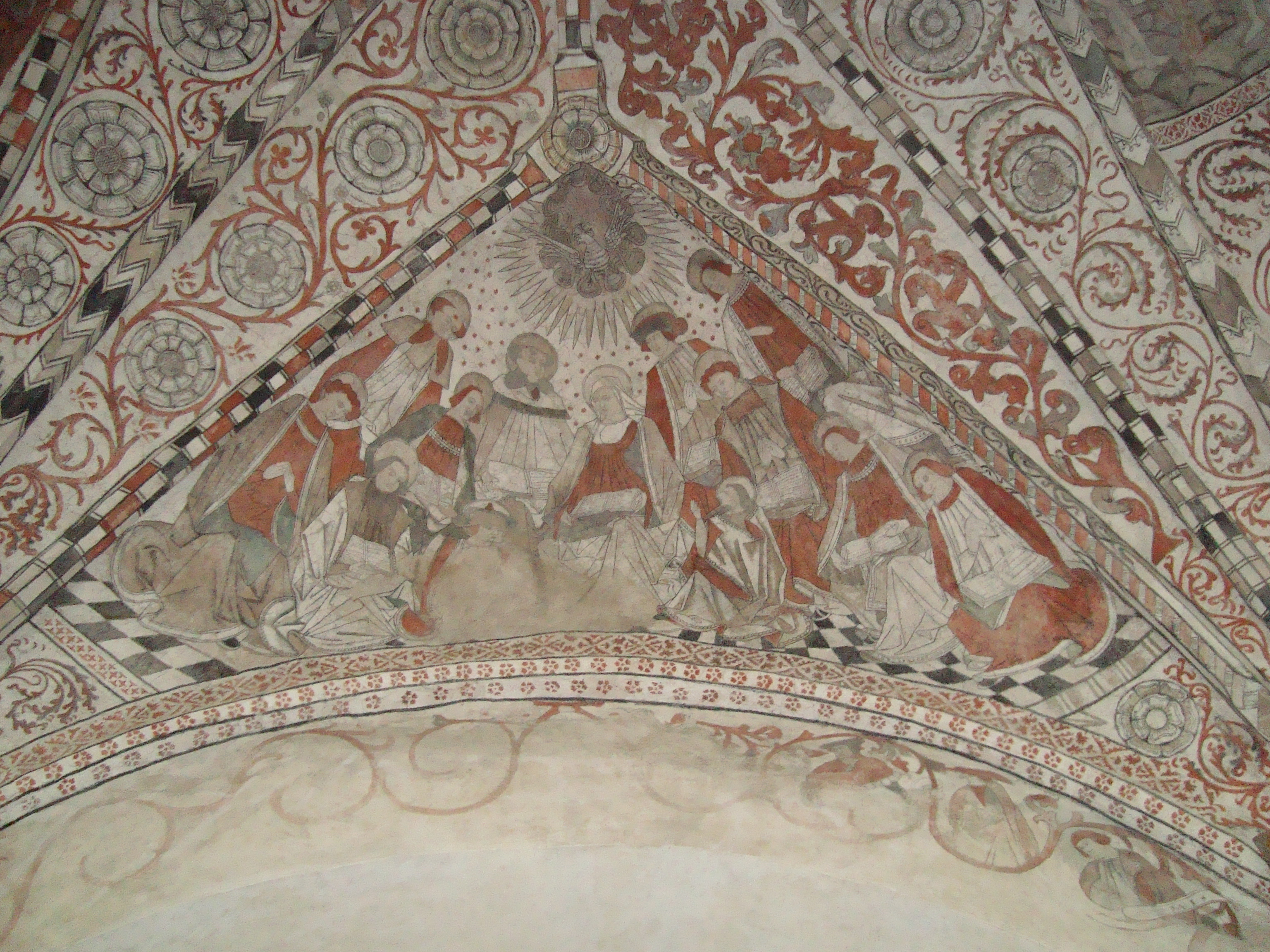
Takmålning
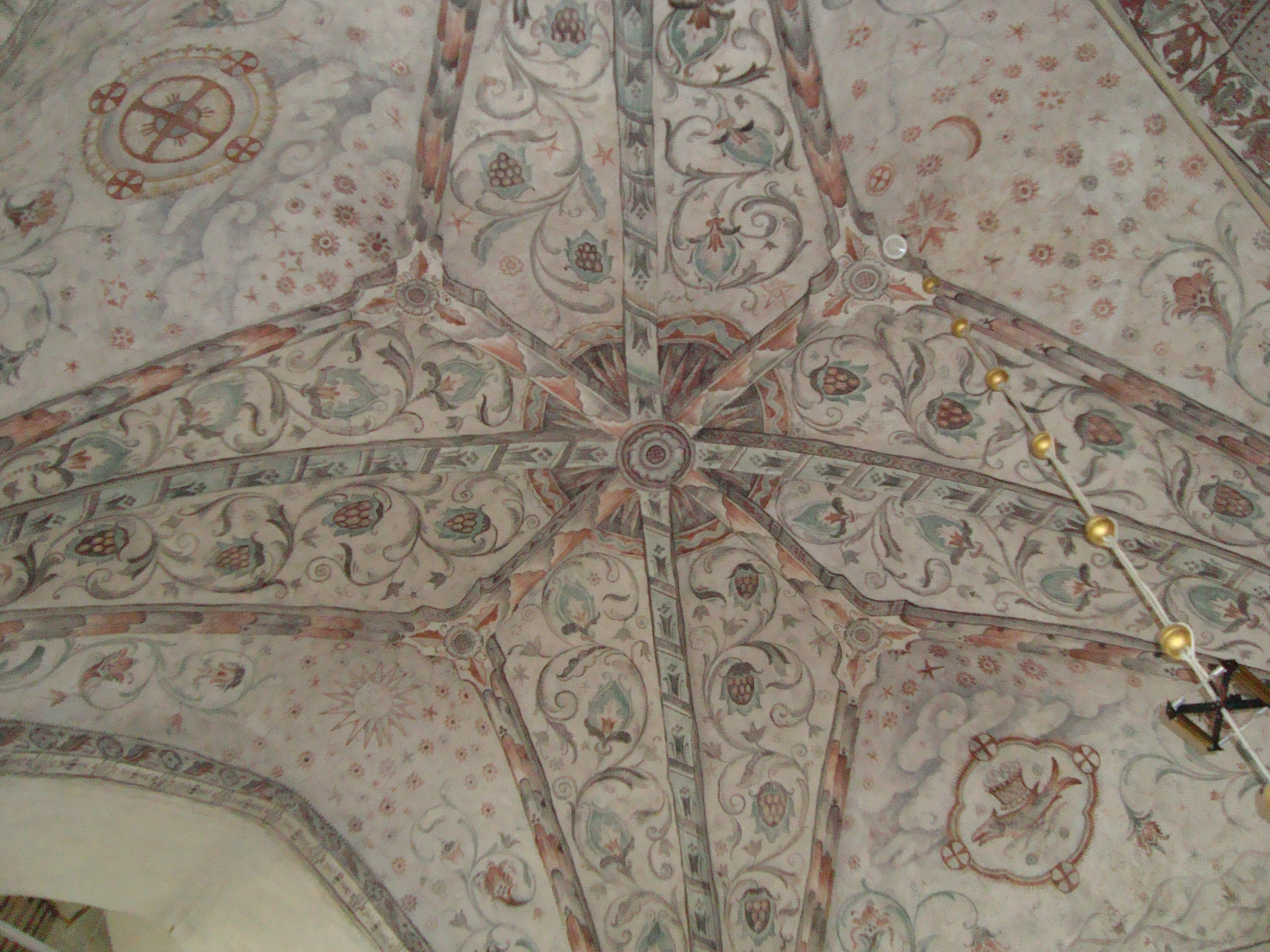
Takmålning

## Orgel

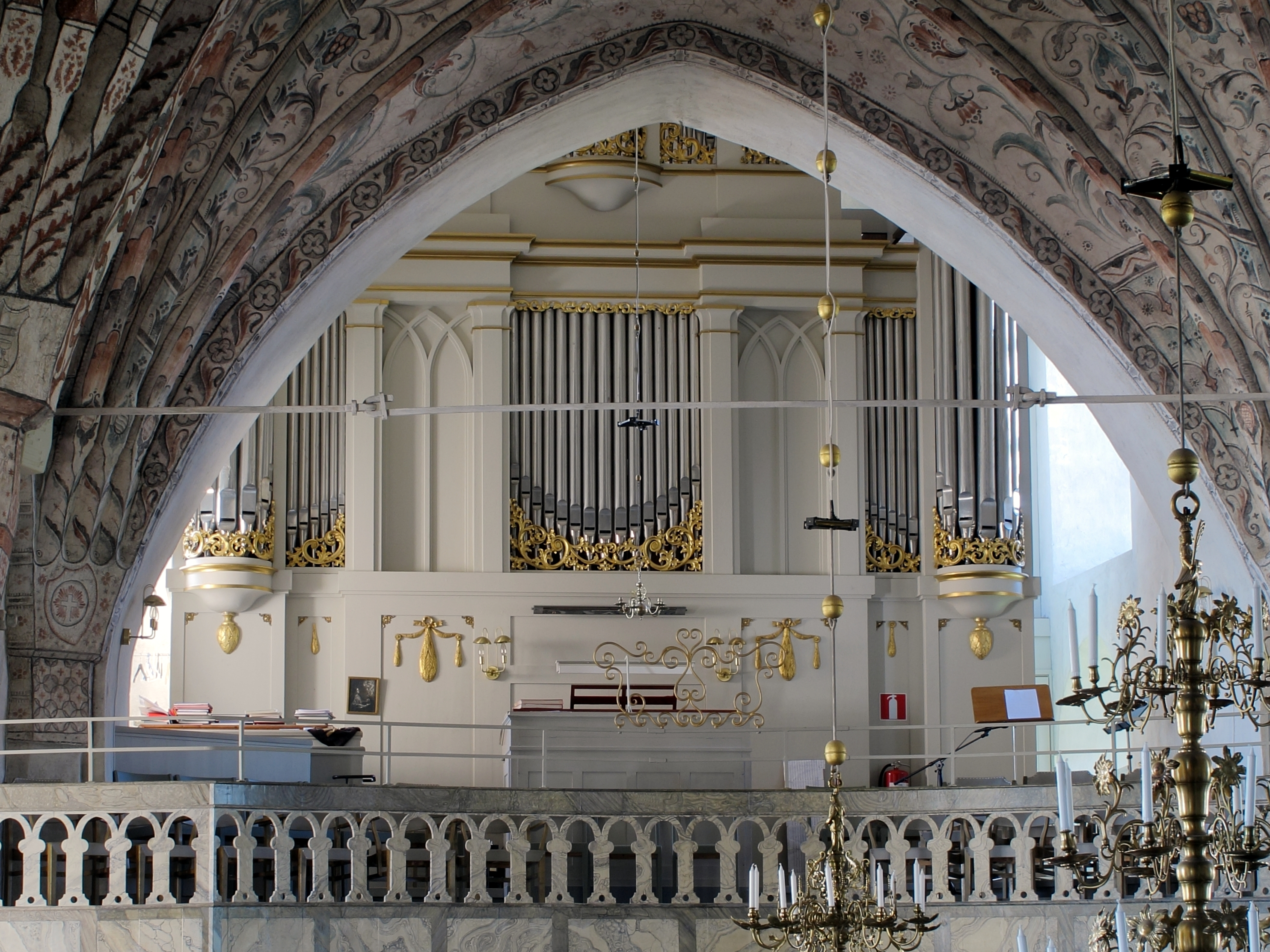
Orgelläktaren

- 1570 Kyrkans äldsta kända orgelverk.
- 1652 bygger av Lars Erichson en ny orgel.
- 1729 restaureras orgeln av Daniel Stråhle (1700-1746).
- 1744 restaurering av Gren & Stråhle.
- 1763-1769 ombyggnad av Anders Bengtsson Bergstedt, Dala-Husby (1704-1778).
- 1838 bygger Gustaf Andersson, Stockholm, (1797-1872) nuvarande orgel.
- 1922 firma A. Magnusson, Göteborg, bygger om orgeln.
- 1937 renovering, varvid Carillon utbytes mot Sesquialtera. Cornett ändras till III-korig.
- 1971 omfattande omdisponering av Gunnar Carlsson.

Disposition 1937:
| Manual I            | Manual II                           | Pedal             |  |
| Borduna 16'         | Gedackt 16'                         | Violon 16'        |  |
| Principal 8'        | Basetthorn 8'                       | Subbas 16'        |  |
| Dubbelflöjt 8'      | Rörflöjt 8'                         | Ekobas 16'        |  |
| Flûte harmonique 8' | Violin 8'                           | Kvinta 10 2/3'    |  |
| Gamba 8'            | Aeolin 8'                           | Violoncell 8'     |  |
| Dolce 8'            | Voix céleste 8'                     | Borduna 8'        |  |
| Oktava 4'           | Flûte octaviante 4'                 | Basun 16'         |  |
| Spetsflöjt 4'       | Salicet 4'                          |                   |  |
| Oktava 2'           | Waldflöjt 2'                        |                   |  |
| Cornett III ch.     | Sesquialtera II ch. 2 2/3' + 1 3/5' |                   |  |
| Trumpet 16'         | Vox humana 8'                       | Crescendosvällare |  |
| Trumpet 8'          | Tremulant                           | Registersvällare  |  |